# Henry Home

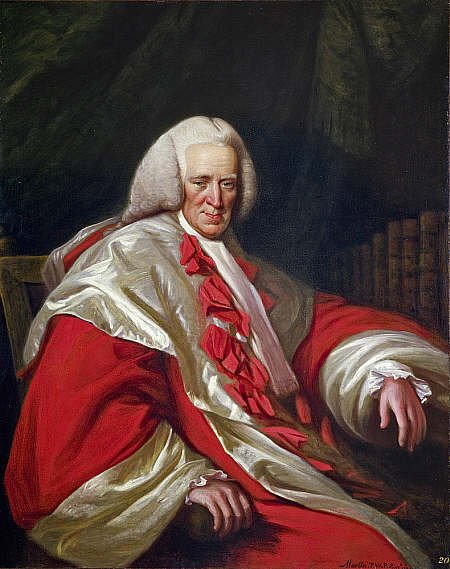
Henry Home

Henry Home, Lord Kames (ur. 1696 w Kames House, hrabstwo Berwickshire, zm. 27 grudnia 1782) – szkocki filozof. Jego dzieło Elements of Criticism (1762) wpłynęło na teorie estetyczne Lessinga, Schillera i Kanta. Poza tym napisał Essays on the Principles of Morality and Natural Religion (1751).
Jego poglądy wywarły pewien wpływ na Davida Hume’a, którego był krewnym i przez pewien czas mentorem. Z korespondencji między tymi dwoma filozofami można wywnioskować, że za radą Home’a David Hume usunął pewne „ateistyczne” fragmenty z Traktatu o naturze ludzkiej.